# Manolis Chiotis
Manolis Chiotis (griechisch Μανώλης Χιώτης, * 21. März 1920 in Thessaloniki; † 21. März 1970) war ein griechischer Komponist, Bouzouki-Virtuose und  Sänger.
Chiotis begann zunächst in seiner Jugend die klassische Gitarre zu erlernen. Mitte der 1930er Jahre wurde er nach Athen zu einem Violin-Studium geschickt. Kurze Zeit nach seiner Ankunft in Athen begann er sich für die Bouzouki zu interessieren.
Er wird als einer der wichtigsten Vertreter des Rembetiko angesehen. Er war zu seinen Lebzeiten der populärste Bouzoukispieler und wirkte als Solist bei mehr als 600 Aufnahmen mit, von Markos Vamvakaris bis zu Mikis Theodorakis. Sein erstes eigenes Lied nahm er im Jahr 1936 im Alter von 16 Jahren auf. Es folgten bis 1970 ungefähr 250 Stücke. Dazu wirkte er in mehreren griechischen Filmen mit. Er erlangte auch in den USA Anerkennung. Präsident Johnson lud ihn ein, auf seiner Geburtstagsfeier zu spielen. Einer Anekdote zufolge soll der Gitarrist Jimi Hendrix Chiotis' Fähigkeiten in einem Interview gewürdigt haben; hierfür findet sich jedoch kein Beleg aus dessen Lebzeiten.
Chiotis machte in den 60er Jahren die Bouzouki mit vier Doppelsaiten populär – eine bis heute unter den traditionellen Bouzouki-Liebhabern sehr umstrittene Neuerung.